# Deutsche Heeresmission in Rumänien
Die Deutsche Heeresmission in Rumänien war im Zweiten Weltkrieg eine Kommandobehörde der Wehrmacht in Bukarest.

## Hintergrund
Rumänien war in den ersten Jahren des Zweiten Weltkrieges ein wichtiger Bündnispartner des Deutschen Reiches. Die militärisch-politischen Beziehungen Berlins zu Bukarest wurden besonders intensiviert, nachdem General Ion Antonescu Anfang September 1940 die Regierung in Bukarest übernommen und sich zum „Staatsführer“ ernannt hatte und sich um Deutschlands Unterstützung bei der Reformierung der rumänischen Armee bemühte. Nach Antonescus grundlegendem Gespräch mit Adolf Hitler am 22. November 1940 trat Rumänien einen Tag später dem Dreimächtepakt bei.

## Organisation
Die militärische Zusammenarbeit zwischen dem Deutschen Reich und Rumänien begann im Oktober 1940 mit der Entsendung einer Militärmission (Heer und Luftwaffe). Sie bestand aus der Heeresmission unter Generalleutnant Erik Hansen, der auch zugleich Chef der gesamten Wehrmachtsmission war, sowie aus der Luftwaffenmission unter Generalleutnant Wilhelm Speidel und der Wehrwirtschaftsmission Rumänien unter Oberst Karl Spalcke. Anfang 1941 trat noch eine Marinemission als Verbindungsstelle zwischen dem OKM und der rumänischen Staatsführung hinzu. Sie wurde vom 5. April 1941 bis zum 2. Mai 1942 von Konteradmiral Friedrich-Wilhelm Fleischer und anschließend bis Dezember 1942 von Werner Tillessen geführt, wobei außerdem Hans Dominik von Juni bis November 1941 eingesetzt war. Nach außen hin hatte die Militärmission die Aufgabe, Rumänien bei der Organisation und Ausbildung seiner Streitkräfte zu unterstützen. Die eigentlichen Aufgaben sollten sowohl den rumänischen als auch den deutschen Truppen verborgen bleiben:
1. das Ölgebiet von Ploiești gegen die alliierten Luftangriffe auf Ploiești zu schützen,
2. die rumänischen Streitkräfte nach einem straffen, auf die deutschen Interessen ausgerichteten Plan zur Lösung bestimmter militärischer Aufgaben zu befähigen,
3. für den Fall eines Krieges mit der Sowjetunion den Einsatz deutscher und rumänischer Kräfte von Rumänien aus vorzubereiten.

### Gliederung
Nach Kommandobefehl Nr. 1 vom 18. Oktober 1940 umfasste die Heeresmission:
1. Kommandostab mit Führungsabteilung, Quartiermeistergruppe, Gruppe Adjutantur
2. Kommandotruppen,
3. Lehrgruppen (Kriegsakademien, Waffenschulen)
4. Lehrverband R I.

Am 21. Juni 1941 bestand die Deutsche Heeresmission aus:
1. Führungsstaffel
2. Bodenständige Staffel
3. Oberquartiermeister Rumänien. Ab 1942 amtierte Günther Assmann als Oberquartiermeister

Zu den rumänischen Kommandostellen bis hinunter zu den Divisionsstäben traten deutsche Verbindungskommandos. Sie hatten die deutsche Führung über alle wichtigen Vorgänge in den Kampfabschnitten zu unterrichten, die rumänischen Verbänden anvertraut waren, und die rumänischen Truppenführer zu beraten. Entsprechende rumänische Verbindungsstäbe spielten eine vergleichsweise untergeordnete Rolle. Von der rumänischen Armee waren zu Beginn des Krieges gegen die UdSSR zwei Armeeoberkommandos, acht Generalkommandos und 28 Divisionen bzw. selbständige Brigaden im Einsatz. Die sich im Moldaugebiet versammelnde „Armeegruppe Antonescu“ bestand aus der deutschen 11. Armee unter Generaloberst Eugen von Schobert, der rumänischen 3. Armee und der rumänischen 4. Armee, die zeitweise der 11. Armee unterstellt wurde. Ab 22. Juni 1941, als mit dem Vormarsch von 121 deutschen Divisionen auf einer 2130 km breiten Front zwischen Ostsee und Schwarzem Meer der Krieg gegen die Sowjetunion begann, wurde die deutsch-rumänische Armeegruppe der Heeresgruppe Süd operativ unterstellt; sie blieb aber durch den Chef der Deutschen Heeresmission, Generalmajor Arthur Hauffe, in ständigem unmittelbarem Kontakt mit dem Oberkommando des Heeres. Nach dem Erreichen des Dnjestr zog sich Marschall Antonescu aus der militärischen Führung zurück.

### Deutsches Marinelehrkommando Rumänien/Deutsches Marinekommando Konstanza

#### Geschichte
Im März 1941 wurde unter dem Chef des deutschen Marinemission in Rumänien, Konteradmiral Friedrich-Wilhelm Fleischer, das Deutsche Marinelehrkommando Rumänien gebildet. Im März 1943 wurde es in Deutsches Marinekommando Konstanza umbenannt. Der Chef des Deutschen Marinekommandos Kontanza war zugleich auch Deutscher Chef des Stabes der rumänischen Seestreitkräfte und Geleitchef Schwarzes Meer, welcher für den Transport eingerichtet worden war und aus der 30. und 31. Geleitflottille bestand. Die rumänischen Seestreitkräfte bestanden aus u. a. vier Zerstörern, 2 U-Booten und acht Schnellbooten. Bis Januar 1944 waren unter dem Kommando alle deutschen Marinedienststellen zusammengefasst. Anschließend wurde der Chef des Deutschen Marinekommandos Konstanza in Personalunion auch Chef der neu aufgestellten 10. Sicherungs-Division. Die Unterstellung der bisher dem Marinekommando unterstellten deutschen Marineeinheiten wechselten unter die Führung des Seekommandanten Rumäniens. Im Juni 1944 wurde die 10. Sicherungs-Division aufgelöst und die Personalunion endete. Das Kommando wurde im September 1944 aufgelöst.

#### Chef des Deutschen Marinelehrkommandos Rumänien/Deutschen Marinekommandos Konstanza
- Kapitän zur See Hans-Joachim Gadow: von der Aufstellung bis Februar 1943
- Kapitän zur See Heinz Kiderlen: von Februar 1943 bis Januar 1944[7]
- Kapitän zur See Kurt Weyher: von Januar 1944 bis Juni 1944
- Kapitän zur See Eberhard Heinichen: von Juni 1944 bis September 1944

### Krieg gegen die Sowjetunion
Das Unternehmen München, der Einsatz der Heeresgruppe Antonescu zur Rückeroberung der 1940 von Rumänien an die Sowjetunion verlorenen Gebiete Bessarabien, Nordbukowina und Herza-Gebiet, wurde planmäßig am 2. Juli 1941 mit dem Übergang über den Pruth eingeleitet und die Operation bis zum 26. Juli abgeschlossen.
Anschließend folgte die Schlacht um Odessa durch die rumänische 4. Armee, während die rumänische 3. Armee weiter nach Osten in Richtung auf den Dnjepr
vorrückte. Nach schweren Verlusten vor Odessa musste die Masse der rumänischen Verbände zur Auffrischung in die Heimat zurückverlegt werden. Damit sank die Zahl der an der Ostfront eingesetzten rumänischen Divisionen auf neun. Die drei Kavallerie- und drei Gebirgsbrigaden beteiligten sich im Rahmen der 11. Armee an der Eroberung der Krim, der Rest übernahm Sicherungsaufgaben im rückwärtigen Heeresgebiet Süd. Nur zögernd erklärte sich Marschall Antonescu in einem mit Generalfeldmarschall Wilhelm Keitel im Jahre 1942 in Bukarest geschlossenen Abkommen dazu bereit, für die beabsichtigte neue Sommeroffensive an der Ostfront ungefähr 15 Divisionen zur Verfügung zu stellen, und das auch nur unter der Voraussetzung, dass auch Ungarn entsprechend viele Verbände an die Ostfront entsende und dass Deutschland die Modernisierung und Vervollständigung der Ausrüstung der rumänischen Verbände garantiere. Die Forderung nach einem stärkeren Einsatz der Königlich Ungarischen Armee an der Ostfront ergab sich aus der Tatsache, dass als Folge des Wiener Schiedsspruchs zwischen Rumänien und Ungarn wegen Nordsiebenbürgen erhebliche politische Spannungen bestanden, die zur Sicherung der Grenze durch starke Verbände auf beiden Seiten führten.
Zu Beginn der neuen Offensive am 28. Juni 1942 („Fall Blau“) standen nur sechs Divisionen auf der Krim und sechs Divisionen bei den Angriffskräften zur Verfügung. Nachdem in der Operation Uranus im Vorfeld der Schlacht von Stalingrad auch zwei rumänische Divisionen verloren gegangen waren, erschütterte die militärische Niederlage Ende Januar 1943 am Don und an der Wolga das deutsch-rumänische Verhältnis. Infolgedessen versuchte die rumänische Staatsführung, ab Frühjahr 1943 politischen Rückhalt bei den Westmächten zu finden. Deren Forderung nach bedingungsloser Kapitulation vor der Roten Armee lehnte Rumänien bis zum Sommer 1944 ab. Im Frühjahr 1944 wurde die Heeresgruppe A ebenso wie die nördlich von ihr kämpfende Heeresgruppe Süd in schwere Rückzugskämpfe verwickelt. Im Bereich der Heeresgruppe A, zu der auch Truppen der rumänischen 3. Armee gehörten, wurde alt-rumänisches Gebiet erreicht. Dort festigte sich die Front in der Linie Karpathen-Jassy-Kischinew-Dnjestr-Lauf bis zur Mündung. Auf der Krim kämpften noch sieben rumänische Divisionen im Verband der 17. Armee. Nach dem mit schweren rumänischen Verlusten erkämpften Durchbruch durch den Sywasch konnten die in der Schlacht um die Krim eingesetzten rumänischen Verbände über See in die Heimat zurücktransportiert werden. Die am 31. März 1944 in Heeresgruppe Südukraine umbenannte Heeresgruppe A konnte ihre im April bezogene Stellungen bis zum 20. August 1944 halten. In der Folge zerschlugen die sowjetische Steppenfront und die 3. Ukrainische Front in der Operation Iaşi-Kischinjow innerhalb von drei Tagen 24 rumänische Divisionen, schlossen die wiederaufgestellte 6. Armee ein und vernichteten weitere 16 deutsche Divisionen.

### Frontwechsel und Kriegserklärung Rumäniens
Daraufhin entließ König Michael I. Marschall Antonescu als Regierungschef. Am 23. August 1944 setzte er die Verfassung von 1923 teilweise wieder in Kraft. Das Kriegsbündnis zwischen dem Deutschen Reich und Rumänien wurde gekündigt und der Abbruch der diplomatischen Beziehungen verkündet. Marschall Antonescu wurde im Palast während der Audienz von königstreuen Offizieren verhaftet und Vertretern der Rumänischen Kommunistischen Partei ausgeliefert. Die deutsche Heeresmission sah sich fast vollständig überrumpelt, versuchte sich aber gewaltsam in Bukarest zu behaupten. Am 26. August wurden die Luftwaffenverbände unter Generalleutnant Gerstenberg und Stahel nördlich von Bukarest von rumänischen Truppen umzingelt, die Kontrolle über die kriegswirtschaftlich wichtigen Erdölfelder von Ploiești ging verloren. Aufgrund der deutschen Angriffe erklärte die Regierung Constantin Sănătescu dem Deutschen Reich am 25. August 1944 den Krieg. Die Unterzeichnung des Waffenstillstandes zwischen Rumänien, der Sowjetunion, Großbritannien und den Vereinigten Staaten fand am 10. September 1944 in Moskau statt. Am 25. Oktober wurde ganz Rumänien einschließlich des nördlichen Siebenbürgens von den deutschen Truppen aufgegeben.